# Irina Chromačovová
Irina Chromačovová (rusky Ирина Павловна Хромачёва, Irina Pavlovna Chromačova, * 12. května 1995 Moskva) je ruská profesionální tenistka hrající levou rukou, vítězka tří juniorských grandslamů ve čtyřhře. Ve své dosavadní kariéře vyhrála na okruhu WTA Tour devět turnajů ve čtyřhře. V sérii WTA 125 si trofej odvezla z jedné singlové a šesti deblových soutěží. V rámci okruhu ITF získala osmnáct titulů ve dvouhře a třicet tři ve čtyřhře.
Na žebříčku WTA byla ve dvouhře nejvýše klasifikována v lednu 2017 na 89. místě a ve čtyřhře pak v březnu 2025 na 14. místě. Trénuje ji bývalá tenistka Larisa Savčenková. Dříve tuto roli plnil Wim Fissette. V roce 2011 byla vyhlášena juniorskou mistryní světa ve dvouhře.
V ruském týmu Billie Jean King Cupu debutovala v roce 2013 přímo v cagliarském finále Světové skupiny proti Itálii, v němž prohrála sobotní dvouhru se Sarou Erraniovou a tým podlehl 0:3 na zápasy. Do roku 2026 v soutěži nastoupila ke dvěma mezistátním utkáním s bilancí 0–2 ve dvouhře a 0–2 ve čtyřhře.

## Soukromý život
Narodila se roku 1995 v Moskvě do rodiny obchodníků Pavla a Natalie Chromačovových. Trénuje v tenisové akademii Justine Heninové v Belgii. Prohlásila, že nemá žádný preferovaný povrch a ráda hraje na všech. Tenis začala hrát ve čtyřech. V důsledku trvalého bydliště na belgickém území, požádala o belgické občanství. K tomu dospěla po několika změnách trenérů a v době tréninku v tenisové akademii.

## Juniorská kariéra
Na juniorském okruhu ITF se poprvé prosadila v roce 2008, kdy vybojovala premiérový titul na záhřebském Zagreb Open. V juniorské čtyřhře získala tři grandslamy, vždy s jinou spoluhráčkou. Na French Open 2011 vyhrála první titul s Ukrajinkou Marynou Zanevskou, druhý na US Open 2011 s nizozemskou hráčkou Demi Schuursovou a třetí na pařížském French Open 2012 s krajankou Darjou Gavrilovovou.
V sezóně 2009 přidala další čtyři turnajové výhry a debutovala v grandslamové soutěži, když se kvalifikovala na Roland Garros 2009 a poté US Open 2009. V obou případech vypadla v úvodním kole dvouhry.
Roku 2010 zvítězila na čtyřech událostech ITF a 7. června byla poprvé klasifikována jako juniorská světová jednička. Na Roland Garros 2010 došla do semifinále, v němž podlehla Tunisance Ons Džabúrové. Na londýnském Wimbledonu 2010 skončila ve čtvrtfinálové fázi po porážce od japonské juniorky Sačie Išizuové. Zářijový US Open 2010 přinesl vyřazení ve druhém kole, když byla nad její síly opět Ons Džabúrová po dvousetovém průběhu.
Premiérové finále juniorské dvouhry na Grand Slamu si zahrála ve Wimbledonu 2011, v němž nestačila na Australanku Ashleigh Bartyovou.

## Finále na okruhu WTA Tour

### Čtyřhra: 14 (9–5)
| Legenda                                        |
| ---------------------------------------------- |
| Grand Slam (0)                                 |
| Turnaj mistryň (0)                             |
| Premier Mandatory & Premier 5 / WTA 1000 (1–0) |
| Premier / WTA 500 (1–2)                        |
| International / WTA 250 (7–3)                  |

| Stav       | č. | datum           | turnaj                    | kategorie     | povrch     | spoluhráčka            | soupeřky ve finále                               | výslede               |
| ---------- | -- | --------------- | ------------------------- | ------------- | ---------- | ---------------------- | ------------------------------------------------ | --------------------- |
| Vítězka    | 1. | 15. dubna 2018  | Bogotá, Kolumbie          | International | antuka     | Dalila Jakupovićová    | Mariana Duqueová Nadia Podoroská                 | 6–3, 6–4              |
| Finalistka | 1. | 7. dubna 2019   | Charleston, Spojené státy | Premier       | antuka (z) | Veronika Kuděrmetovová | Anna-Lena Grönefeldová Alicja Rosolská           | 6–7(7–9), 2–6         |
| Vítězka    | 2. | 8. dubna 2023   | Bogota, Kolumbie (2)      | WTA 250       | antuka     | Iryna Šymanovičová     | Oxana Kalašnikovová Katarzyna Piterová           | 6–1, 3–6, [10–6]      |
| Finalistka | 2. | 7. dubna 2024   | Bogota, Kolumbie          | WTA 250       | antuka     | Anna Bondárová         | Cristina Bucșová Kamilla Rachimovová             | 6–7(5–7), 6–3, [8–10] |
| Vítězka    | 3. | 21. dubna 2024  | Rouen, Francie            | WTA 250       | antuka (h) | Tímea Babosová         | Naiktha Bainsová Maia Lumsdenová                 | 6–3, 6–4              |
| Vítězka    | 4. | 25. května 2024 | Rabat, Maroko             | WTA 250       | antuka     | Jana Sizikovová        | Anna Danilinová Sü I-fan                         | 6–3, 6–2              |
| Finalistka | 3. | červenec 2024   | Budapešť, Maďarsko        | WTA 250       | antuka     | Anna Danilinová        | Fanny Stollárová Katarzyna Piterová              | 3–6, 6–3, [3–10]      |
| Vítězka    | 5. | červenec 2024   | Jasy, Rumunsko            | WTA 250       | antuka     | Anna Danilinová        | Alexandra Panovová Jana Sizikovová               | 6–4, 6–2              |
| Vítězka    | 6. | září 2024       | Guadalajara, Mexiko       | WTA 500       | tvrdý      | Anna Danilinová        | Oxana Kalašnikovová Kamilla Rachimovová          | 2–6, 7–5, [10–7]      |
| Vítězka    | 7. | září 2024       | Chua Chin, Thajsko        | WTA 250       | tvrdý      | Anna Danilinová        | Eudice Chongová Mojuka Učidžimová                | 6–4, 7–5              |
| Vítězka    | 8. | říjen 2024      | Wu-chan, Čína             | WTA 1000      | tvrdý      | Anna Danilinová        | Asia Muhammadová Jessica Pegulaová               | 6–3, 7–6(8–6)         |
| Finalistka | 4. | březen 2025     | Mérida, Mexiko            | WTA 500       | tvrdý      | Anna Danilinová        | Katarzyna Piterová Majar Šarífová                | 6–7(2–7), 5–7         |
| Finalistka | 5. | duben 2025      | Rouen, Francie            | WTA 250       | antuka (h) | Linda Nosková          | Aleksandra Krunićová Sabrina Santamariová        | 0–6, 4–6              |
| Vítězka    | 9. | červen 2025     | Rosmalen, Nizozemsko      | WTA 250       | antuka     | Fanny Stollárová       | Nicole Melichar-Martinezová Ljudmila Samsonovová | 7–5, 6–3              |

## Finále série WTA 125
| Legenda                  |
| ------------------------ |
| D – dvouhra; Č – čtyřhra |
| WTA 125 (1–1 D; 6–4 Č)   |

### Dvouhra: 1 (1–1)
| Stav       | č. | datum          | turnaj        | povrch | soupeřka ve finále | výsledek           |
| ---------- | -- | -------------- | ------------- | ------ | ------------------ | ------------------ |
| Vítězka    | 1. | 5. května 2018 | An-ning, Čína | antuka | Čeng Saj-saj       | 3–6, 6–4, 7–6(7–5) |
| Finalistka | 1. | listopad 2018  | Bombaj, Indie | tvrdý  | Luksika Kumkhumová | 6–1, 2–6, 3–6      |

### Čtyřhra: 10 (6–4)
| Stav       | č. | datum              | turnaj              | povrch | spoluhráčka           | soupeřky ve finále                       | výsledek            |
| ---------- | -- | ------------------ | ------------------- | ------ | --------------------- | ---------------------------------------- | ------------------- |
| Finalistka | 1. | 12. listopadu 2017 | Chua Chin, Thajsko  | tvrdý  | Dalila Jakupovićová   | Tuan Jing-jing Wang Ja-fan               | 3–6, 3–6            |
| Finalistka | 2. | 26. listopadu 2017 | Bombaj, Indie       | tvrdý  | Dalila Jakupovićová   | Victoria Rodriguezová Bibiane Schoofsová | 5–7, 6–3, [7–10]    |
| Vítězka    | 1. | 5. května 2018     | An-ning, Čína       | tvrdý  | Dalila Jakupovićová   | Kuo Chan-jü Sun Sü-liou                  | 6–1, 6–1            |
| Finalistka | 3. | červenec 2022      | Båstad, Švédsko     | antuka | Mihaela Buzărnescuová | Misaki Doiová Rebecca Petersonová        | bez boje            |
| Finalistka | 4. | červen 2023        | Valencie, Španělsko | antuka | Angelina Gabujevová   | Aliona Bolsovová Andrea Gámizová         | 4–6, 6–4, [7–10]    |
| Vítězka    | 2. | červenec 2023      | Båstad, Švédsko     | antuka | Panna Udvardyová      | Eri Hozumiová Čang Su-džong              | 4–6, 6–3, [10–5]    |
| Vítězka    | 3. | září 2023          | Parma, Itálie       | antuka | Dalila Jakupovićová   | Anna Bondárová Kimberley Zimmermannová   | 6–2, 6–3            |
| Vítězka    | 4. | květen 2024        | Parma, Itálie (2)   | antuka | Anna Danilinová       | Elixane Lechemiová Ingrid Martinsová     | 6–1, 6–2            |
| Vítězka    | 5. | červen 2024        | Bari, Itálie        | antuka | Anna Danilinová       | Angelica Moratelliová Renata Zarazúová   | 6–1, 6–3            |
| Vítězka    | 6. | květen 2025        | Paříž, Francie      | antuka | Fanny Stollárová      | Tereza Mihalíková Olivia Nichollsová     | 4–6, 7–6(5), [10–5] |

## Finále na okruhu ITF
| Dotace turnajů okruhu ITF | Dotace turnajů okruhu ITF |
| ------------------------- | ------------------------- |
| 100 000 $ tournaments     | 80 000 $ tournaments      |
| 75 000 $ tournaments      | 60 000 $ tournaments      |
| 50 000 $ tournaments      | 40 000 $ tournaments      |
| 25 000 $ tournaments      | 15 000 $ tournaments      |
| 10 000 $ tournaments      |                           |

### Dvouhra: 29 (18–11)
| Stav       | č.  | datum              | turnaj                           | povrch    | soupeřka ve finále             | výsledek                |
| ---------- | --- | ------------------ | -------------------------------- | --------- | ------------------------------ | ----------------------- |
| Vítězka    | 1.  | 3. dubna 2011      | Ribeirao Preto, Brazílie         | antuka    | Viktória Maľová                | 6–1, 6–3                |
| Vítězka    | 2.  | 8. května 2011     | Casarano, Itálie                 | antuka    | Anne Schäferová                | 6–3, 6–4                |
| Finalistka | 3.  | 6. listopadu 2011  | Istanbul, Turecko                | tvrdý     | Lesja Curenková                | 1–6, 5–7                |
| Finalistka | 4.  | 4. února 2012      | Burnie, Austrálie                | tvrdý     | Olivia Rogowská                | 3–6, 3–6                |
| Vítězka    | 5.  | 30. června 2012    | Périgueux, Francie               | antuka    | Mónica Puigová                 | 6–3, 6–2                |
| Vítězka    | 6.  | 16. června 2013    | Padova, Itálie                   | antuka    | Patricia Mayrová-Achleitnerová | 6–2, 6–3                |
| Finalistka | 7.  | 23. června 2013    | Montpellier, Francie             | antuka    | Ana Konjuhová                  | 3–6, 1–6                |
| Vítězka    | 5.  | 24. února 2014     | Buenos Aires, Argentina          | antuka    | Chanel Simmondsová             | 6–2, 7–5                |
| Vítězka    | 6.  | 21. června 2014    | Minsk, Bělorusko                 | antuka    | Ema Mikulčićová                | 6–4, 1–6, 6–1           |
| Vítězka    | 7.  | 27. června 2015    | Moskva, Rusko                    | antuka    | Valentina Ivachněnková         | 6–2, 6–2                |
| Finalistka | 4.  | 7. listopadu 2015  | Casablanca, Maroko               | antuka    | Melanie Klaffnerová            | 6–2, 6–7(7–9), 1–2skreč |
| Vítězka    | 8.  | 14. listopadu 2015 | Minsk, Bělorusko                 | tvrdý (h) | Başak Eraydınová               | 6–2, 7–5                |
| Vítězka    | 9.  | 27. února 2016     | Moskva, Rusko                    | tvrdý (h) | Jana Sizikovová                | 6–7(7–9), 6–4, 6–3      |
| Vítězka    | 10. | 13. března 2016    | Puebla, Mexiko                   | tvrdý (h) | Richèl Hogenkampová            | 6–3, 6–2                |
| Vítězka    | 11. | 15. května 2016    | Saint-Gaudens, Francie           | antuka    | Maria Sakkariová               | 1–6, 7–6(7–3), 6–1      |
| Vítězka    | 12. | 10. září 2016      | Budapešť, Maďarsko               | antuka    | Cindy Burgerová                | 6–1, 6–2                |
| Vítězka    | 13. | 12. listopadu 2016 | Puné, Indie                      | tvrdý     | Riko Sawajanagiová             | 6–1, 6–1                |
| Vítězka    | 14. | 12. března 2017    | São Paulo, Brazílie              | antuka    | Laura Pigossiová               | 6–2, 6–1                |
| Vítězka    | 15. | 14. října 2017     | Óbidos, Portugalsko              | koberec   | Magdalena Fręchová             | 6–1, 4–6, 6–4           |
| Vítězka    | 16. | 18. února 2018     | Perth, Austrálie                 | tvrdý     | Katy Dunneová                  | 6–2, 6–3                |
| Finalistka | 5.  | únor 2019          | Launceston, Austrálie            | tvrdý     | Jelena Rybakinová              | 5–7, 3–3skreč           |
| Finalistka | 6.  | listopad 2019      | Antalya, Turecko                 | tvrdý     | Lina Gjorcheská                | 3–6, 6–3, 1–6           |
| Finalistka | 7.  | březen 2021        | Nové Dillí, Indie                | tvrdý     | Pia Lovričová                  | 3–6, 4–6                |
| Vítězka    | 17. | květen 2021        | La Bisbal, Španělsko             | antuka    | Arantxa Rusová                 | 6–4, 1–6, 7–6(10–8)     |
| Vítězka    | 18. | leden 2022         | Monastir, Tunisko                | tvrdý     | Arlinda Rushiti                | 1–6, 6–4, 7–5           |
| Finalistka | 8.  | květen 2022        | Båstad, Švédsko                  | antuka    | İpek Özová                     | 3–6, 1–6                |
| Finalistka | 9.  | květen 2022        | Santa Margherita di Pula, Itálie | antuka    | Darja Semenistajová            | 4–6, 6–4, 1–6           |
| Finalistka | 10. | červenec 2022      | Darmstadt, Německo               | antuka    | Antonia Ružićová               | 3–6, 2–6                |
| Finalistka | 11. | prosinec 2022      | Rio de Janeiro, Brazílie         | antuka    | Iryna Šymanovičová             | 2–6, 7–5, 4–6           |

### Čtyřhra (33 titulů)
| č.  | datum              | turnaj                                | povrch | spoluhráčka              | poražené finalistky                               | výsledek          |
| --- | ------------------ | ------------------------------------- | ------ | ------------------------ | ------------------------------------------------- | ----------------- |
| 1.  | 28. března 2011    | Ribeirão Preto, Brazílie              | antuka | Gabriela Céová           | Monique Albuquerqueová Isabela Miróová            | 6–2, 6–4          |
| 2.  | 30. dubna 2012     | Chiasso, Švýcarsko                    | antuka | Darja Gavrilovová        | Conny Perrinová Maša Zec Peškiričová              | 6–0, 7–6          |
| 3.  | 14. května 2012    | Saint-Gaudens, Francie                | antuka | Vesna Doloncová          | Naomi Broadyová Julia Glušková                    | 6–2, 6–0          |
| 4.  | 10. června 2013    | Padova, Itálie                        | antuka | Paula Kaniová            | Cristina Dinuová Maša Zec Peškiričová             | 6–3, 6–1          |
| 5.  | 23. června 2013    | Montpellier, Francie                  | antuka | Renata Voráčová          | Paula Cristina Gonçalvesová Inés Ferrer Suárezová | 6–1, 6–4          |
| 6.  | 26. srpna 2013     | Fleurus, Belgie                       | antuka | Diāna Marcinkēvičová     | Gabriela Céová Daniela Seguelová                  | 6–4, 6–3          |
| 7.  | 6. ledna 2014      | Vero Beach, Spojené státy             | antuka | Allie Willová            | Jacqueline Caková Sanaz Marandová                 | 7–5, 6–3          |
| 8.  | 13. ledna 2014     | Port St. Lucie, Spojené státy         | antuka | Réka Luca Janiová        | Jan Abazová Louisa Chiricová                      | 6–4, 6–4          |
| 9.  | 23. února 2014     | Buenos Aires, Argentina               | antuka | Julija Kalabinová        | Carolina de los Santosová Fernanda Britová        | 6–3, 6–2          |
| 10. | 28. února 2014     | Buenos Aires, Argentina               | antuka | Julija Kalabinová        | AV Gobbi Monllauová Constanza Vegová              | 6–1, 6–1          |
| 11. | 9. června 2014     | Budapešť, Maďarsko                    | antuka | Réka Luca Janiová        | Dalila Jakupovićová Kateřina Kramperová           | 7–5, 6–4          |
| 12. | 16. června 2014    | Minsk, Bělorusko                      | antuka | Ilona Kremenová          | Lidzija Marozavová Svělana Piraženková            | 7–5, 6–0          |
| 13. | 17. ledna 2015     | Plantation, Spojené státy             | antuka | Asia Muhammadová         | Jan Abazová Sanaz Marandová                       | 6–2, 6–2          |
| 14. | 19. června 2015    | Minsk, Bělorusko                      | antuka | Valentina Ivachněnková   | Pemra Özgenová Anastasija Vasyljevová             | 6–3, 6–0          |
| 15. | 22. června 2015    | Moskva, Rusko                         | antuka | Polina Lejkinová         | Aljona Fominová Anastasija Vasyljevová            | 7–5, 7–5          |
| 16. | 20. července 2015  | Darmstadt, Německo                    | antuka | Lidzija Marozavová       | Pemra Özgenová Anne Schäferová                    | 6–4, 6–4          |
| 17. | 19. prosince 2015  | Bangkok, Thajsko                      | tvrdý  | Valerija Solovjovová     | Jessy Rompiesová Nungnadda Wannasuková            | 5–7, 6–4, [12–10] |
| 18. | 25. prosince 2015  | Bangkok, Thajsko                      | tvrdý  | Valerija Solovjovová     | Choi Ji-hee Peangtarn Plipuečová                  | 6–3, 4–6, [10–5]  |
| 19. | 17. září 2016      | Biarritz, Francie                     | antuka | Maryna Zanevská          | Cornelia Listerová Nina Stojanovićová             | 4–6, 7–5, [10–8]  |
| 20. | 11. listopadu 2016 | Puné, Indie                           | tvrdý  | Aleksandrina Najdenovová | Sowjanya Bavisettiová Rishika Sunkarová           | 6–2, 6–1          |
| 21. | 10. září 2017      | Balatonboglár, Maďarsko               | antuka | Diāna Marcinkēvičová     | Ágnes Buktová Vivien Juhászová                    | 6–4, 6–3          |
| 22. | 5. ledna 2018      | Playford, Austrálie                   | tvrdý  | Dalila Jakupovićová      | Džunri Namigatová Erika Semová                    | 2–6, 7–5, [10–5]  |
| 23. | září 2018          | Valencie, Španělsko                   | antuka | Nina Stojanovićová       | Valentini Grammatikopoulou Renata Zarazúová       | 6–1, 6–4          |
| 24. | říjen 2021         | Les Franqueses del Vallès, Španělsko  | tvrdý  | Arina Rodionovová        | Susan Bandecchiová Eden Silvaová                  | 2–6, 6–3, [10–6]  |
| 25. | březen 2022        | Santo Domingo, Dominikánská republika | tvrdý  | Natalija Stevanovićová   | Anastasija Tichonovová Darja Semenistajová        | 6–1, 7–6(7–5)     |
| 26. | červenec 2022      | Aschaffenburg, Německo                | antuka | Marija Timofejevová      | Karolína Kubáňová Ivana Šebestová                 | 6–2, 5–7, [10–3]  |
| 27. | srpen 2022         | Hechingen, Německo                    | antuka | Diana Šnajderová         | Tamara Čurovićová Chiara Schollová                | 6–2, 6–3          |
| 28. | září 2022          | Otočec, Slovinsko                     | antuka | Iryna Šymanovičová       | Sandra Samirová Yang Ya-yi                        | 6–2, 6–4          |
| 29. | říjen 2022         | Sozopol, Bulharsko                    | tvrdý  | Jelena Malõginová        | Ilona Georgiana Ghioroaie Rebeka Stolmárová       | 7–6, 6–2          |
| 30. | říjen 2022         | Sozopol, Bulharsko                    | tvrdý  | Darja Astachovová        | Jasmijn Gimbrèreová Jelena Malõginová             | bez boje          |
| 31. | leden 2023         | Canberra, Austrálie                   | tvrdý  | Anastasija Tichonovová   | Robin Andersonová Hailey Baptisteová              | 6–4, 7–5          |
| 32. | březen 2023        | Anapoima, Kolumbie                    | antuka | Valerija Strachovová     | Andrea Gámizová Eva Vedderová                     | 6–0, 1–6, [10–4]  |
| 33. | duben 2023         | Istanbul, Turecko                     | antuka | Anastasija Tichonovová   | Valerija Strachovová Priscilla Honová             | 7–6(3), 6–4       |

## Finále na juniorském Grand Slamu

### Dvouhra juniorek: 1 (0–1)
| Stav       | rok  | turnaj    | povrch | soupeřka ve finále | výsledek    |
| ---------- | ---- | --------- | ------ | ------------------ | ----------- |
| Finalistka | 2011 | Wimbledon | tráva  | Ashleigh Bartyová  | 5–7, 6–7(3) |

### Čtyřhra juniorek: 5 (3–2)
| Stav       | rok  | turnaj          | povrch | spoluhráčka       | soupeřky ve finále                           | výsledek         |
| ---------- | ---- | --------------- | ------ | ----------------- | -------------------------------------------- | ---------------- |
| Finalistka | 2010 | Wimbledon       | tráva  | Elina Svitolinová | Tímea Babosová Sloane Stephensová            | 7–6(7), 2–6, 2–6 |
| Vítězka    | 2011 | French Open     | antuka | Maryna Zanevská   | Viktoria Kanová Demi Schuursová              | 6–4, 7–5         |
| Vítězka    | 2011 | US Open         | tvrdý  | Demi Schuursová   | Gabrielle Andrewsová Taylor Townsendová      | 6–4, 5–7, [10–5] |
| Finalistka | 2012 | Australian Open | tvrdý  | Danka Kovinićová  | Gabrielle Andrewsová Taylor Townsendová      | 7–5, 5–7, [6–10] |
| Vítězka    | 2012 | French Open     | antuka | Darja Gavrilovová | Montserrat Gonzálezová Beatriz Haddad Maiová | 4–6, 6–4, [10–8] |